# 메이테쓰기후역
메이테쓰기후역(일본어: 名鉄岐阜駅)은 일본 기후현 기후시에 위치한 나고야 철도의 철도역이다. 나고야 본선의 종점이자, 이 역을 기점으로 하는 메이테쓰 가카미가하라선 등 2개의 노선을 운행 중이다. 섬식 승강장 총 3면 6선의 구조를 갖췄으며 고가역과 지상역의 형태를 합친 복합 역사이다.

## 타는 곳
| 1 · 4 | ■ 나고야 본선    | 메이테쓰이치노미야 · 메이테쓰나고야 · 도요하시 · 주부코쿠사이쿠코 · 신하시마 방면 |
| 5 · 6 | ■ 가카미가하라선 | 미카키노 · 신우누마 · 이누야마 · 신카니 방면                                      |

## 이용 현황
| 연도 | 1일 평균 승차 인원 |
| ---- | ------------------ |
| 2001 | 21,689             |
| 2002 | 20,751             |
| 2003 | 19,918             |
| 2004 | 19,487             |
| 2005 | 19,758             |
| 2006 | 18,660             |
| 2007 | 18,079             |
| 2008 | 17,856             |
| 2009 | 17,133             |
| 2010 | 17,242             |
| 2011 | 17,147             |
| 2012 | 17,297             |
| 2013 | 17,564             |
| 2014 | 17,070             |
| 2015 | 17,413             |

## 역 주변
- JR 기후역
- 기후 현 적십자 혈액 센터
- 기후 버스 터미널

## 인접 역
| 나고야 철도 나고야 본선                | 나고야 철도 나고야 본선         | 나고야 철도 나고야 본선      |
| -------------------------------------- | ------------------------------- | ---------------------------- |
| NH 50 메이테쓰이치노미야 도요하시 방면 | □ 뮤 스카이                     | 시·종착역                    |
| NH 56 가사마쓰 도요하시 방면           | □ 쾌속 특급                     | 시·종착역                    |
| NH 50 메이테쓰이치노미야 도요하시 방면 | ■ 특급                          | 시·종착역                    |
| NH 56 가사마쓰 도요하시 방면           | □ 쾌속 급행 · ■ 급행 · ■ 준특급 | 시·종착역                    |
| NH 59 가노 도요하시 방면               | ■ 보통                          | 시·종착역                    |
| 나고야 철도 가카미가하라선             |                                 |                              |
| 시·종착역                              | □ 쾌속 급행 · ■ 급행            | 기리도시 KG 14 신우누마 방면 |
| 시·종착역                              | ■ 보통                          | 다가미 KG 16 신우누마 방면   |